# Panthera pardus spelaea
Panthera pardus spelaea nebo Panthera pardus vraonensis (český ekvivalent není ustálen, ale mohl by znít levhart jeskynní) je vyhynulý poddruh levharta skvrnitého, který žil v Evropě během poslední doby ledové.

## Charakteristika druhu
Vzhledem se podobal levhartu perskému a také irbisovi. Maximální délka lebky se pohybovala od 197 do 225 mm. Vyznačoval se dlouhou světlou srstí, podobně jako levhart amurský a irbis, kterou zdobily tmavé skvrny a rozety. Žil v boreálních lesích a horských oblastech, otevřeným stepím a tundrám se vyhýbal. Často vyhledával malé nebo naopak velmi hluboké jeskyně, kde se našlo množství nálezů. Je možné, že mláďata vychovával jinde, neboť v jeskyních bylo objeveno jen minimum fosilií mladých jedinců. Podle objevených kostí lze usuzovat, že mezi jeho kořist patřil kozorožec iberský (Capra pyrenaica), kamzíci a různé druhy jelenů. Dále z nich vyplývá, že se musel někdy utkávat s jeskynním medvědem - napadal ho (především mladé jedince) během hibernace a občas mu podlehl ve vzájemných soubojích. Činil tak ale v menší míře než lev jeskynní (Panthera spelaea). Poslední fosilní záznamy poddruhu jsou datovány asi 22 000 let před naším letopočtem a k jeho vymizení z Evropy došlo nejpozději o dva tisíce let později, před vrcholem posledního glaciálu. Je zajímavé, že se vytrácí přibližně ve stejné době (resp. o něco málo později) jako neandrtálci, přičemž poslední nálezy máme i ze stejné oblasti - z Pyrenejského poloostrova.

## Taxonomie
Jeho předchůdcem mohl být Panthera pardus antiqua a současným nejbližším příbuzným je levhart perský, který se vyskytoval v Evropě zřejmě ještě v 1. století našeho letopočtu (Řecko, Ukrajina). Není vyloučeno, že šlo o stejný poddruh.

## Nálezy
Známe ho z četných fosilních nálezů z více než 60 míst Evropy (např. Equi v Itálii, Los Rincones ve Španělsku) a z jeskynní malby v Chauvetově jeskyni, kde je nakreslen vedle podstatně větší hyeny. Malba je stará asi 30 000-32 000 let a jedná se o jedinou dosud objevenou paleolitickou malbu levharta.